# ローマ楽派

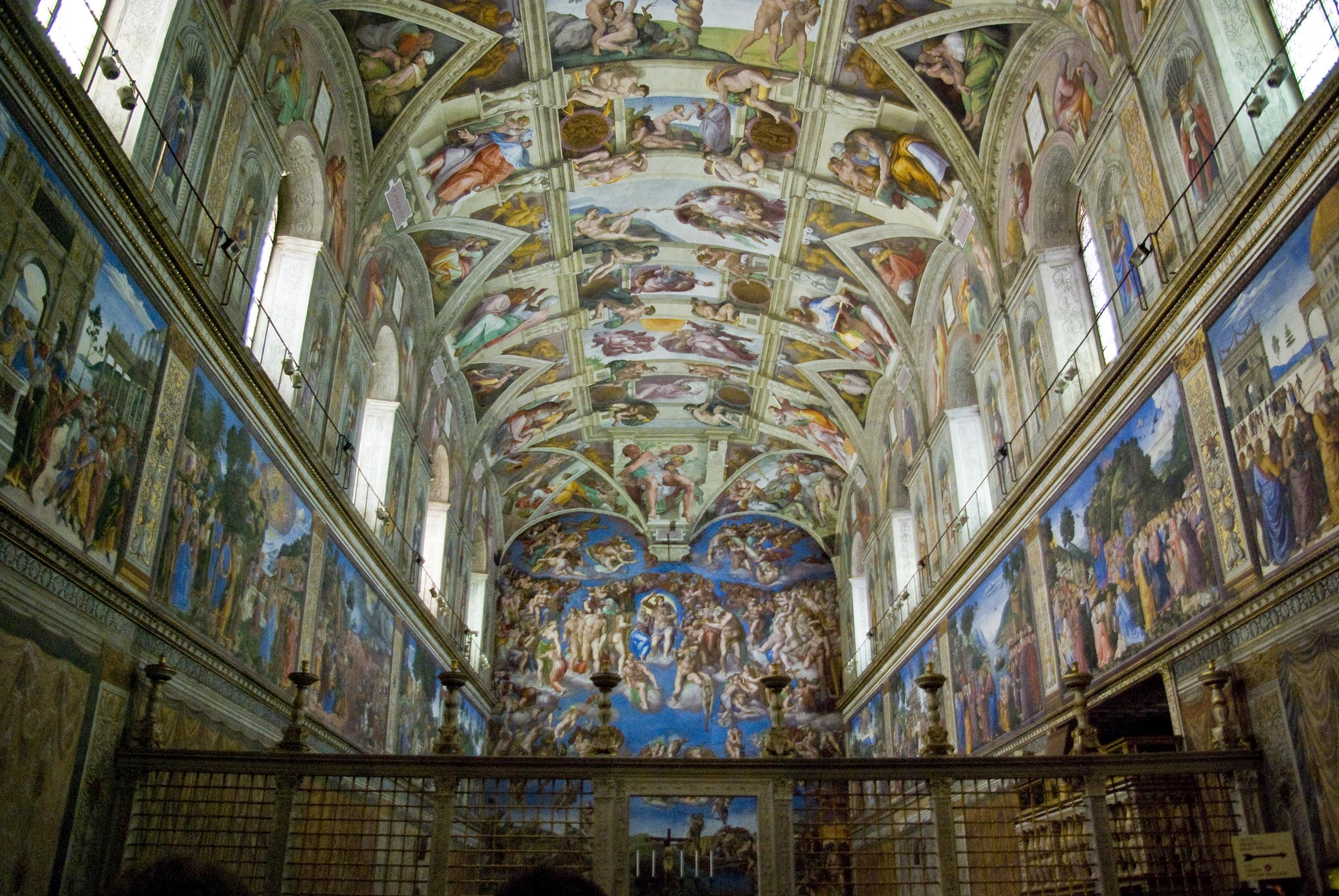
システィーナ礼拝堂内部

ローマ楽派（―がくは）は、ルネサンス音楽期後期である16世紀後半にローマで活躍した宗教音楽作曲家の楽派。ローマ教皇のシスティーナ礼拝堂を中心に発達し、伴奏のないア・カペラの教会音楽を特徴とする。

## 概要
ジョスカン・デ・プレ、ヤーコプ・オブレヒト、ジャック・アルカデルトなどのイタリアで活動したフランドル楽派の作曲家たちの影響でイタリア独自の音楽様式が形成されていった。つまりローマ楽派の音楽はフランドル楽派のポリフォニーの集大成とみることができる。
さらにローマ楽派の形成に決定的な影響を与えたのが、1545年から1563年まで対抗宗教改革のために開催されたトリエント公会議である。トリエント公会議では聖歌のポリフォニーを明確にすることと世俗曲の転用の禁止が決定された。
このフランドル楽派とトリエント公会議での改革の融合を代表する作曲家に、多くの宗教音楽を残したジョヴァンニ・ダ・パレストリーナがいる。その作風は保守的ではあったが用いた音楽技法は新しいものであり、旋律と和声との完全な融和が行われ、パレストリーナ様式というローマ楽派の様式になった。その他には「ミゼレーレ」の作曲で有名なグレゴリオ・アレグリや、マドリガーレを多く残したルカ・マレンツィオが大きな影響を残した。16世紀後半までローマ楽派は北イタリアのヴェネツィア楽派と並ぶメインストリームの一つであり、後期ローマ楽派は17世紀のバロック音楽全盛の時代にもポリフォニーの様式で作曲し続けた。
一般に保守的と考えられているローマ楽派であるが、例外としてジョヴァンニ・フランチェスコ・アネーリオ、エミリオ・デ・カヴァリエーリが挙げられる。彼らはオラトリオの発展に貢献し、モノディや数字つき通奏低音を用いた。

## 代表的な作曲家
- ジョヴァンニ・ダ・パレストリーナ
- トマス・ルイス・デ・ビクトリア
- フェリーチェ・アネーリオ
- ジョヴァンニ・フランチェスコ・アネーリオ
- グレゴリオ・アレグリ
- マルカントニオ・インジェニェーリ
- エミリオ・デ・カヴァリエーリ
- ルカ・マレンツィオ
- ジャコモ・カリッシミ

## 文献
- Various articles, including "Rome" and articles on the individual composers, in The New Grove Dictionary of Music and Musicians, ed. Stanley Sadie.  20 vol.  London, Macmillan Publishers Ltd., 1980.  ISBN 1-56159-174-2
- Gustave Reese, Music in the Renaissance.  New York, W.W. Norton & Co., 1954.  ISBN 0-393-09530-4
- Manfred Bukofzer, Music in the Baroque Era.  New York, W.W. Norton & Co., 1947.  ISBN 0-393-09745-5
- Harold Gleason and Warren Becker, Music in the Middle Ages and Renaissance (Music Literature Outlines Series I).  Bloomington, Indiana.  Frangipani Press, 1986.  ISBN 0-89917-034-X
- Lamla, Michael: Kanonkünste im barocken Italien, insbesondere in Rom, Berlin 2003, ISBN 3-89825-556-5